# Entephria cibiniaca
Entephria cibiniaca är en fjärilsart som beskrevs av Franz Dannehl 1925. Entephria cibiniaca ingår i släktet Entephria och familjen mätare. Inga underarter finns listade i Catalogue of Life.